# Якубовский, Кшиштоф
Кшиштоф Якубовский (пол. Krzysztof Jakubowski; род. 23 сентября 1983, Ломжа) — польский шахматист, гроссмейстер (2009).
В шахматы играет с пяти лет. Многократный призёр чемпионата Польши среди юниоров, дважды серебряный (1993 — до 10 лет, Тшебиня 2002 — до 20 лет) и трижды бронзовый (1995 — до 12 лет, Висла 2000 — до 18 лет, Закопане 2001 — до 18 лет). Также выиграл две медали клубного чемпионата Польши среди юниоров (золото — 1998 и серебро — 2001). В 2001 завоевал титул чемпиона Польши среди юниоров до 18 лет по блицу. Несколько раз выступил в финале чемпионата страны. Трижды выигрывал чемпионат Варшавы, в 2003, 2004 и 2005 годах.
Неоднократно принимал участие в чемпионатах мира и Европы среди юниоров. Наибольшего успеха в карьере достиг 1999 года, выиграв в Греции звание чемпиона Европы до 16 летt.
2001 победил на турнире по швейцарской системе в Авилесе. 2005 выиграл в Геусдали (турнир B) занял 2-е место в Орхусе и разделил 2-е место на турнире open в Оструде. В 2006 победил в Брно. В 2014 разделил 2-е место (после Александера Мисьты, вместе с Андреем Волком) на турнире Banca Feroviara Open в Араде .
Самый высокий рейтинг Эло в карьере имел на 1 апреля 2015 года, достигнув 2564 очков занимал 16-е место среди польских шахматистов.
В 2016 году женился на польской шахматистке Анне Гасик.

## Изменения рейтинга
| Графики недоступны из-за технических проблем. См. информацию на Фабрикаторе и на mediawiki.org. |